# Sidolaju
Sidolaju is een bestuurslaag in het regentschap Ngawi van de provincie Oost-Java, Indonesië. Sidolaju telt 7807 inwoners (volkstelling 2010).